# Мхітарян Гамлет Апетнакович
Гамлет Мхітарян (вірм. Համլետ Մխիթարյան, нар. 14 вересня 1962, Єреван — пом. 2 травня 1996, Єреван) — радянський і вірменський футболіст, що грав на позиції нападника. Виступав, зокрема, за клуб «Арарат», а також національну збірну Вірменії.
Батько гравця італійського клубу Інтернаціонале та збірної Вірменії Генріха Мхітаряна.

## Клубна кар'єра
У дорослому футболі дебютував 1980 року виступами за команду єреванського «Арарата», в якій провів вісім сезонів, взявши участь у 170 матчах чемпіонату. Більшість часу, проведеного у складі «Арарата», був основним гравцем атакувальної ланки команди. В сезоні 1984 року з 18 голами зайняв друге місце у суперечці бомбардирів радянської футбольної першості. Того ж року став першим лауреатом новоствореного футбольного призу «Лицарю атаки», яким редакція журналу «Радянський воїн» вирішила нагороджувати футболістів, що найбільше разів забивали по три і більше голи в одному матчі чемпіонату. 1984 року на рахунку Мхітаряна були три хет-трики та один покер (чотири голи у грі).
1988 року перейшов до нижчолігового «Котайка» з Абовяна, а за півтора року, влітку 1990, переїхав до Франції, де йому запропонували стати гравцем третьолігового «Валанс». За допомогою Мхітаряна 1992 року ця французька команда виграла першість Національного чемпіонату і підвищилася у класі до Ліги 2.
Завершив ігрову кар'єру в команді «Арарат» із французького Іссі-ле-Муліно, за цю аматорську команду вихідців із Вірменії виступав протягом 1994—1995 років. У Франції в Мхітаряна виявили пухлину головного мозку, низка операцій не допомогла врятувати життя спортсмену і 2 травня 1996 року він помер на 34-му році життя.

## Виступи за збірну
1994 року провів два офіційні матчі у складі національної збірної Вірменії.